# Света Богородица Нова (Солун)
„Успение Богородично Нова“ или „Света Богородица Нова“ (на гръцки: Ιερός Ναός της Νέας Παναγίας) е възрожденска църква в македонския град Солун, част от Солунската епархия на Вселенската патриаршия, под управлението на Църквата на Гърция.
Църквата е разположена югоизточно от центъра на града, близо до морето, в началото на улица „Димитрис Гунарис“ и между улиците „Цимискис“ и „Митрополис“. В миналото храмът е бил известен като „Света Богородица Голяма“ (Μεγάλη Παναγία, Τρανή Παναγία). Изградена е в 1727 година според надписа върху мраморна плоча над южната врата. На нейно място е бил разположен манастирът „Света Богородица“, основан от Иларион Мацунис и опожарен в 1690 година. От 1727 година са и стенописите дело на Давид Селеница.
В архитектурно отношение храмът е трикорабна базилика с женска църква. На западната страна има трем, а на южната има добавен по-късно неокласически портик с камбанария над него. В 1978 година камбанарията пострадва от земетресение и е разрушена и построена наново. Във вътрешността на храма има запазена ценна украса – в светилището и в женската църква има забележителни стенописи от XVIII век, изработени в духа на Палеологовото изкуство. Дървеният резбован иконостас е позлатен. Владишкият трон, амвонът и стенописите на тавана са от XIX век. Иконата на Света Богородица Сладколюбеща е на Йоанис Папаталасиу.
- „Свети Модест“, икона на Никола Одринчанин от 1860 г.
- „Светите земи“
- Изглед от запад
- Интериорът